# Alexandr Nikishin
Alexandr Nikishin –en ruso, Александр Никишин– es un deportista soviético que compitió en esgrima, especialista en la modalidad de sable. Ganó dos medallas en el Campeonato Mundial de Esgrima en los años 1977 y 1978.

## Palmarés internacional
| Campeonato Mundial | Campeonato Mundial       | Campeonato Mundial | Campeonato Mundial |
| Año                | Lugar                    | Medalla            | Prueba             |
| ------------------ | ------------------------ | ------------------ | ------------------ |
| 1977               | Buenos Aires (Argentina) | Medalla de oro     | Espada por equipos |
| 1978               | Hamburgo (RFA)           | Medalla de plata   | Espada por equipos |